# Holotrichia angulicalcarata
Holotrichia angulicalcarata är en skalbaggsart som beskrevs av Takashi Itoh 2003. Holotrichia angulicalcarata ingår i släktet Holotrichia och familjen Melolonthidae. Inga underarter finns listade i Catalogue of Life.